# Lucius Pontius Aquila
Lucius Pontius Aquila (né environ en 83 av. J.-C. et mort le 21 avril 43 av. J.-C.) aurait été un homme politique romain, l'un des meurtriers supposé de Jules César d'après Appien d'Alexandrie (auteur grecque du 2em siècle après J-C).

## Biographie
Dans les écrits d'Appien, Pontius aurait été un Tribun du peuple au moment où Jules César exercait le pouvoir absolu (45 av. J.-C.) il aurait refusé de se lever lors d'un triomphe du dictateur. Jules César l'aurait apostrophé alors dans ces termes : « Eh bien, Pontius Aquila ! Redemande-moi la république ! » Puis pendant plusieurs jours il aurait ironisé sur cet acte de désobéissance et chaque fois qu'on lui demandait une faveur, il aurait répondu à voix haute « Si toutefois Pontius Aquila le permet ! »
Membre supposé,des conjurés au moment de l'assassinat de César, Pontius Aquila aurait fait partie des 23 personnes qui frappèrent celui-ci le jour des Ides de mars (44 av. J.-C.) et causèrent sa mort.
Il serait mort en 43 av. J.-C. à la bataille de Mutina, en qualité de légat de Decimus Junius Brutus. Il aurait été le premier des assassins de César à trouver la mort.